# Бразилска кухня
Бразилската кухня макар да има много прилики с тази на съседите си в Южна Америка, все пак е различна. Храните на Бразилия обхващат уникална смес от култури и кухни. Местното население допринася популярните съставки като маниока и гуарана. Тази кухня е с влияние върху кухнята на крайбрежните райони, особено Баия, оказват африканските роби. Из цялата страна, португалското наследство се отразява в разнообразие от ястия.
Кореноплодни зеленчуци като маниока, сладки картофи, фъстъци, плодове като манго, папая, гуава, портокал, маракуя, ананас и други са сред местните съставки, използвани при готвене. Бразилските кедрови ядки (pinhão) растат на дървото Araucaria angustifolia, което се намира в изобилие в южната част на Бразилия, и са популярна закуска, както и изгоден износ. Ориз и боб са изключително често срещано ястие, както и риба, телешко и свинско месо.
Някои типични ястия са: каруру, което се приготвя от бамя, лук, сушени скариди и препечени ядки (фъстъци и/или кашу), сготвени с палмово масло; фейжоада, ястие с варен боб и месо; туту де фейжао - бобено пюре и брашно от маниока; мокека капксаба, състоящо се от варена риба на бавен огън, домат, лук и чесън, гарнирани с магданоз или кориандър и чурисо - пикантна наденица. Салгадинос, кашкавалени хлебчета, пастеис и коксина са широко използвани общи хранителни продукти, докато кускус Бранко със смляна тапиока е популярен десерт. Бразилия е известна и с кашаса, популярен местен алкохол, използван в коктейла кайпириня.
Европейски имигранти (предимно от Германия, Италия, Полша, Испания и Португалия) са свикнали на пшенична диета и въвеждат вино, листни зеленчуци и млечни продукти в бразилската кухня. Когато картофите все още не са на разположение, те са откриват начин как да използват сладката маниока като заместител. Лазаня, ньоки, якисоба и други ястия с паста също са много популярни.